# كردلر (أسكو)
كردلر هي قرية في مقاطعة أسكو، إيران. عدد سكان هذه القرية هو 2,654 في سنة 2006.